# 假面騎士Super 1
《假面骑士超一号》（日语：仮面ライダースーパー1）为假面骑士系列第七作，于1980年（昭和55年）10月17日播放至1981年（昭和56年）9月26日，由每日放送、TBS电视网播放，全48话。

## 概要
本作是假面骑士系列作品中首次采用太空、武术题材的作品，本作前期致力于将主角变身的假面骑士设定为太空作业用，包括五能手、检查系统，而主角则是少见的自愿接受改造者；本作深受港式武打片的影响，在前期给主角冲一也设定了少林寺修行的桥段，请来了中国的武术指导，剧中前期也有大量武术拳法和套路，外加五能手的设定，可以说本作前期的最大亮点就是打斗欣赏度的提升，本作的平均收视率在关东为13.3‰，在关西为19.6‰，为历代假面骑士收视率第二（仅次于V3），而剧场版的策划得力于此高收视率的成绩，本作也深得小朋友的喜爱
而在后期，本作有如前作《（新）假面骑士/天空骑士》一样，路线开始变更每集的单元剧情围绕儿童展开，武术设定也遭到淡化，即更加的儿童化。而这路线变更则是因为电视台放送时间的变更（19：00播映变更为关东的7:30和关西的17:00），使得年龄群向下扩散，为更加吸引低年龄层的收看而作此变更

## 主要角色
- 冲一也／Superone  (香港配音：黃志明）

27歲，1953年（昭和28年）出生。Superone的本体。变身的台词开始是「变身！」。在美国国际宇宙开发研究所就职.他自愿接受改造成为惑星开发用改造人Superone。但因为黑暗国度DOGMA将研究所被破坏,只有他一个人生存.为了保护地球的和平,便以Super -1的身份和敌人作漫长的战斗.他的绝招有万能手能发出火炎、雷电、冰攻等技能，同时亦适合在宇宙作战。他也曾在少林寺学习武术,是赤心少林拳的高手。

### DOGMA帝国

#### 首领
- 独眼老怪—德拉马克隆

自称DOGMA帝国皇帝，其手下大干部为梅嘉尔大将军。德拉马克隆曾尝试拉拢亨利博士先生加入DOGMA帝国，被拒绝后毁灭了宇宙研究所。得知Super1生还的消息后派出大量怪人袭击地球，但均被Super1打败。23话德拉马克隆变成乌鸦怪人—凯撒布诺亲自迎战Super1，但最后仍被打败。

#### 干部
- 梅嘉尔大将军

DOGMA帝国大干部，22话中梅嘉尔大将军的身份曝光，原来梅嘉尔大将军原为宇宙开发局的成员，也是自愿接受改造手术，但手术失败，其后加入DOGMA帝国。22话中梅嘉尔变成死神帕弗洛与Super1战斗，被Super1打败。

### KING DOGMA帝国
在DOGMA帝国灭亡后对地球进行侵略。

#### 首领
- 恶魔元帅

其手下的改造人比DOGMA帝国的改造人强大许多，Super1苦战之下多次将KING DOGMA帝国的改造人击退。最终话恶魔元帅与魔女参谋袭击宇宙开发局，并现出真身—撒旦魔蛇、魔女毒蛾，Super1差点被杀，最后Super1夺取了恶魔元帅的佩剑—雷电剑消灭了他们。

#### 干部
- 魔女参谋

新修卡初代的大干部。从第１話到第１７話出场。因为屡次失败而受到魔神提督的最后警告，最后被天空骑士击败，被魔神提督处死。
- 妖怪王女

6话中妖怪王女与鬼火司令决战Super1，其正体分别为撒旦娃娃与鬼火骷髅，Super1苦战之下击败二人。
- 幽灵博士

7话幽灵博士变成黄金鬼魂与Super1战斗，败北。
- 鬼火司令

6话中鬼火司令与妖怪王女决战Super1，其正体分别为鬼火骷髅与撒旦娃娃，Super1苦战之下击败二人。

## 剧场版
- 《DOGMA帝国的复仇》